# Lotnisko Mönchengladbach
Port lotniczy Mönchengladbach – lotnisko położone pomiędzy Mönchengladbach i Düsseldorf, w Niemczech. Kod IATA: MGL, kod ICAO: EDLN. W 2005 port obsłużył około 36,6 tys. pasażerów.